# Метцинген
Метцинген (нім. Mötzingen) — громада в Німеччині, знаходиться в землі Баден-Вюртемберг. Підпорядковується адміністративному округу Штутгарт. Входить до складу району Беблінген.
Площа — 8,15 км2. Населення становить 3702 ос. (станом на 31 грудня 2020).